# بنجامين دايموند
بنجامين دايموند (بالفرنسية: Benjamin Diamond)‏ هو مغني فرنسي، ولد في 11 مارس 1972 في باريس في فرنسا.

## وصلات خارجية
- بنجامين دايموند على موقع ميوزك برينز (الإنجليزية)
- بنجامين دايموند على موقع ميوزك برينز (الإنجليزية)
- بنجامين دايموند على موقع أول ميوزيك (الإنجليزية)
- بنجامين دايموند على موقع ديسكوغز (الإنجليزية)
- بنجامين دايموند على موقع ديسكوغز (الإنجليزية)